# Карбонат железа(II)
Карбонат железа(II) — неорганическое соединение, соль металла железа и угольной кислоты с формулой FeCO3,
тёмно-зелёные кристаллы,
не растворяется в воде,
образует кристаллогидрат.

## Получение
- В природе встречается минерал сидерит (железный шпат) — FeCO3 с примесями карбонатов Ca, Mg, Mn.

- Действие раствора гидрокарбоната натрия на раствор сульфата железа в инертной атмосфере:

{\displaystyle {\mathsf {FeSO_{4}+2NaHCO_{3}\ {\xrightarrow {}}\ FeCO_{3}\downarrow +H_{2}O+CO_{2}\uparrow +Na_{2}SO_{4}}}}

## Физические свойства
Карбонат железа(II) образует тёмно-зелёные кристаллы
тригональной сингонии,
пространственная группа R 3c,
параметры ячейки a = 0,582 нм, α = 47,75°, Z = 2.
Образует кристаллогидрат состава FeCO3•H2O.
Не растворяется в воде.

## Химические свойства
- Разлагается при нагревании:

{\displaystyle {\mathsf {FeCO_{3}\ {\xrightarrow {490^{o}C}}\ FeO+CO_{2}\uparrow }}}
- Окисляется во влажном воздухе:

{\displaystyle {\mathsf {4FeCO_{3}+O_{2}+6H_{2}O\ {\xrightarrow {}}\ 4Fe(OH)_{3}+4CO_{2}\uparrow }}}
- Растворяется в растворах бикарбонатов или при пропускании углекислого газа через суспензию:

{\displaystyle {\mathsf {FeCO_{3}+2NaHCO_{3}\ {\xrightarrow {}}\ Fe(HCO_{3})_{2}+Na_{2}CO_{3}}}}
{\displaystyle {\mathsf {FeCO_{3}+CO_{2}+H_{2}O\ {\xrightarrow {}}\ Fe(HCO_{3})_{2}}}}